# 長岡市立越路中学校
長岡市立越路中学校（ながおかしりつ こしじちゅうがっこう）は、新潟県長岡市来迎寺に所在する市立中学校である。

## 概要
1960年に開校。全校生徒数417名（1年123名・2年148名・3年146名、2008年度）。

### 校歌
作詞：谷沢龍史・作曲：小杉誠治
大廊下が100m以上あることで有名

## 沿革
- 1960年4月1日 - 来迎寺中学校・岩塚中学校を統合、越路町立越路中学校として開校（名目統合）。
- 1960年10月15日 - 新校舎起工式挙行。
- 1961年4月1日 - 石津中学校を統合。
- 1961年6月19日 - 校歌制定
- 1962年4月1日 - 校舎竣工、3校実質統合。
- 1963年7月3日 - 給食室竣工。
- 1964年2月17日 - 体育館竣工。
- 1964年11月18日 - 中庭造園完了。
- 1965年4月24日 - 校舎落成記念日。
- 1965年9月25日 - バスケットボール女子県大会優勝（以降1966年・1968年・1969年優勝）。
- 1966年8月24日 - プール竣工。
- 1967年7月10日 - 技術科教室竣工。
- 1969年11月1日 - 創立10周年記念式典挙行。前庭整備完了、温室竣工。
- 1974年4月1日 - 長岡市立西中学校より親沢地区の受託生を受け入れ開始。
- 1975年8月20日 - 金工室竣工。
- 1976年3月15日 - 巴が丘歩道橋竣工。
- 1979年10月14日 - 創立20周年記念式典挙行。ステージ・グランド掲揚塔設置・同窓の庭・記念植樹。
- 1989年10月29日 - 創立30周年記念式典挙行。姿見鏡設置・中庭改修。
- 1996年12月20日 - 寄宿舎解体。
- 1999年10月31日 - 創立40周年記念式典挙行。グランド3面時計・テニスコート脇時計設置・記念誌発行。
- 2000年5月1日 - インターネット回線設置。
- 2000年7月27日 - バドミントン男子団体・ダブルス県大会優勝。
- 2002年2月12日 - 校内LAN整備完了。
- 2004年10月23日 - 新潟県中越地震発生、校舎内外に甚大な被害。11月5日まで臨時休業。
- 2004年11月8日 - 体育館間仕切教室・仮教室で授業再開。後にプレハブ仮設校舎へ移転。
- 2005年4月1日 - 長岡市への編入合併に伴い現校名に改称。
- 2005年6月6日 - グランド整備完了。
- 2005年10月1日 - 校舎改修開始。
- 2006年4月1日 - 塚山中学校を統合。
- 2006年7月27日 - バドミントン男子団体県大会優勝。
- 2006年8月18日 - 校舎改修完了。翌日仮設校舎より移転作業（職員・生徒・保護者・市教育委員会）。

## 通学区域
#外部リンクを参照。

### 進学前小学校
- 長岡市立越路小学校
- 長岡市立越路西小学校
- 長岡市立深沢小学校（親沢町のみ）

## ギャラリー

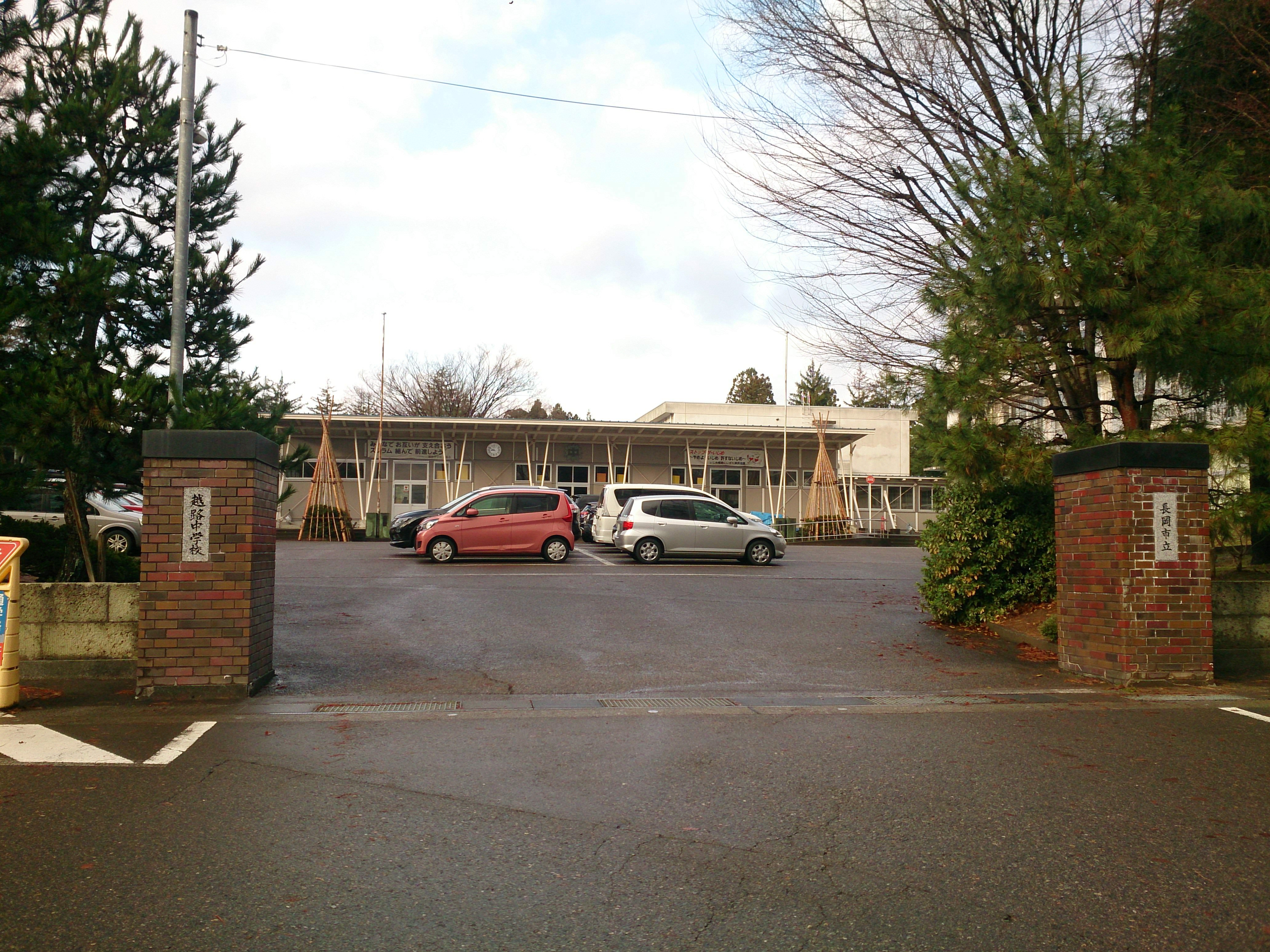
校門

## 交通・アクセス方法
- JR東日本（信越本線）来迎寺駅より西へ約950m（徒歩：約10分）

## 著名な出身者
- 和月伸宏（漫画家）